# Sextravaganza
Sextravaganza ist ein amerikanischer Pornofilm des Regisseurs Michael Craig aus dem Jahr 1990. Er gilt als Hardcore-Komödie und beinhaltet Cumshot- und Facial-Szenen.

## Handlung
Der Produzent Sam Tucker und seine Hauptdarstellerin und Geliebte Vivian Blaine stoßen auf die Fertigstellung seines neuen Films an, der sie zum Star machen soll. Doch schon bald genügt ihnen dies nicht mehr und sie werden miteinander intim. Im Wohnzimmer kommt es zu einem leidenschaftlichen Geschlechtsakt, der vollständig und im Detail gezeigt wird. Doch kurz nach dem Samenerguss erleidet Sam Tucker er einen Herzanfall und verliert das Bewusstsein. In Panik läuft Vivian auf die Straße, um Hilfe zu holen, doch sie verunglückt tödlich, als sie von einem Auto angefahren wird.
Die Handlung wird 50 Jahre später fortgesetzt. Der Neffe des Produzenten, Donald, findet ein altes Fotoalbum mit Bildern von Vivian Blaine, die ihm auch sofort erscheint, was er jedoch als Einbildung abtut und zu seiner Frau ins Bett geht. Sobald sie jedoch miteinander intim werden, erscheint Vivian und sieht dabei zu. Donald bemerkt, dass nur er den Geist von Vivian sehen kann, die ebenfalls Sex mit ihm will. Doch diesen Gefallen tut er ihr nicht und sie bleibt unbefriedigt.
Als Vivian mit ihm alleine ist sagt sie ihm, dass sie das Haus seines Onkels erst verlassen kann, wenn dessen letzter Film aufgeführt worden ist, dieser aber bislang nicht gefunden wurde. Donald beginnt die Suche im Garten. In der Zwischenzeit verschafft sich Clearice Sanders und ihr Liebhaber Doug Zugang zu dem Haus, um auf eigene Faust nach dem Film zu suchen.
Vivian macht sich an Doug heran und beginnt mit Fellatio, als die Nachbarin mit Elise vorbeikommt und ohne viel Federlesens mit ihm Sex haben will. Vivian geht wieder leer aus und zieht beleidigt von dannen, während die Frauen sich mit Doug vergnügen.
Unterdessen findet Clearice Sanders den Film in einer Hutschachtel im Schlafzimmer und wird zur Belohnung von Vivian verführt. Elaine kommt nach Hause und findet die vor Lust stöhnende Clearice alleine vor, da sie Vivian nicht sehen kann. Erneut geht Vivian leer aus, da Elaine nun ihren Part übernimmt. Beide Frauen bringen sich gegenseitig zum Orgasmus, dann verlässt Clearice Sanders das Haus mit dem Film, den sie schon am nächsten Tag öffentlich aufführen will.
Vivian erscheint nun Donald, erzählt ihm davon, dass der Film gefunden wurde und verführt ihn. Doug vollzieht mit ihr den Geschlechtsakt und ejakuliert auf ihre Brüste, worauf Vivian verschwindet.

## Kritiken
- Der Filmdienst[1] gibt eine kurze Zusammenfassung der Handlung und schreibt: "Sexfilm mit mehr als fadenscheiniger Handlung".
- Cinema.de[2] titelt: "Branchensternchen Tracey Adams lässt die Möpse raus" und meint: "Die Handlung ist ebenso überflüssig wie ein Tripper. Wichtig ist nur: Es geht zur Sache! Aktrice Tracey Adams bewies bereits in über 200 Streifen, was sie wegstecken kann". Das Fazit lautet: "Passt zu Ostern: Häschen und Eier".
- AVN[5] vergibt das Rating AAA und lobt die Arbeit des Drehbuchautors Mark Weiss, besonders im Tandem mit Michael Craig: "Weiss kreiert das perfekte Vehikel für die Schönheit, Grazie und das komödiantische Flair von Cheri Taylor". Auch die Hauptdarstellerin Cheri Taylor wird gelobt: "Als sexy Gespenst, dessen Geist nicht ruhen kann, sah Taylor nie besser aus. Sie ist ein Filmstar aus den 40er Jahren und Peter North ist ihr Regisseur und Hauptdarsteller abseits des Filmsets". Zu ihrer Szene mit Peter North schreibt AVN: "Ihre Vereinigung wirkt echt und gefühlvoll, mit viel Augenkontakt und lustvollem, sinnlichem Sex". Das Fazit lautet: "Inspirierende Darbietungen der gesamten Besetzung mit vielen Reizen und fantasievollem Sex machen diesen Film zu einem Gewinner".